# Frigil pissarrós
El frigil pissarrós (Haplospiza rustica) és un ocell de la família dels tràupids (Thraupidae).

## Hàbitat i distribució
Habita bambú i arbusts de la selva pluvial, zones amb herba, localment en muntanyes de Mèxic en Veracruz i Chiapas, El Salvador, Hondures, nord-oest de Nicaragua, centre de Costa Rica, oest de Panamà, des de Colòmbia, als Andes, Sierra Nevada de Santa Marta i Perijá, nord-oest, nord i sud de Veneçuela, cap al sud, a través dels Andes de l'Equador fins Perú i el centre de Bolívia.